# Växhuset

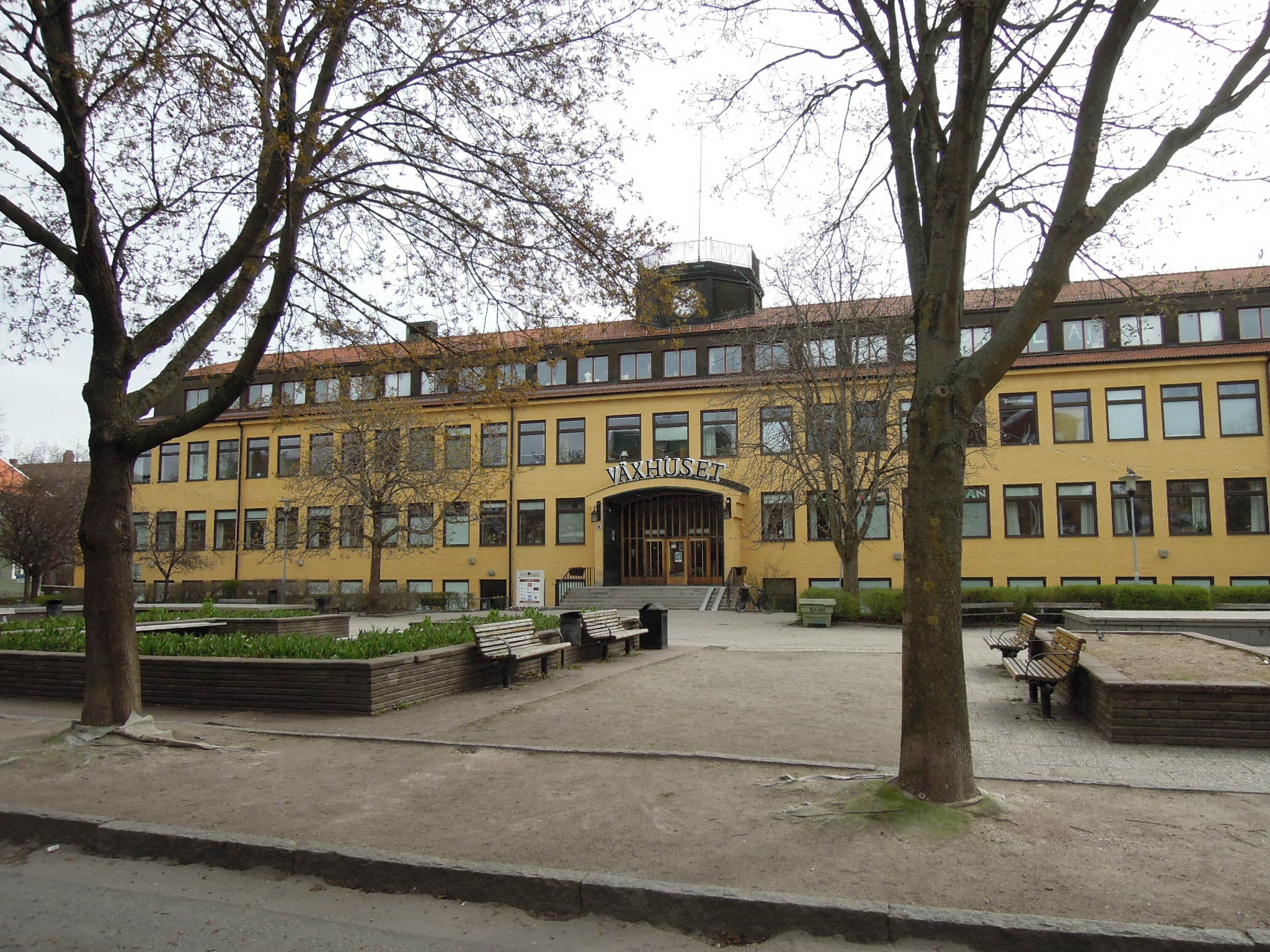
Växhuset vid Kopparbergsvägen i Västerås

Växhuset är ett kultur- och utbildningshus i Västerås. Växhuset öppnades 1996 i den före detta Zimmermanska skolan. År 1997 bildades Växhusets ekonomiska förening och kooperativ, vilket innebär att alla hyresgäster i huset är medlemmar i föreningen och gemensamt driver Växhusets utveckling framåt. Byggnaden omfattar 10 000 kvadratmeter, de 14 medlemsorganisationerna driver verksamheten med ca 260 anställda och har cirka 2 000 besökare per dag (2011).
Växhuset bedriver kulturarrangemang, konferenser och mässor. Där finns en konsthörna, ett café och det framförs en uppskattad levande lunchmusik.